# Modliborzyce (gmina w województwie kieleckim)
Modliborzyce – dawna gmina wiejska istniejąca do 1954 roku w woj. kieleckim. Siedzibą władz gminy za KP oraz w II RP były Modliborzyce, a po wojnie Gołoszyce.
Gminę zbiorową Modliborzyce utworzono 13 stycznia 1867 w związku z reformą administracyjną Królestwa Polskiego. Gmina weszła w skład nowego powiatu opatowskiego w guberni radomskiej i liczyła 1766 mieszkańców. 1 stycznia?/13 stycznia 1870 do gminy przyłączono wsie Kochówek, Kobylanki, Kochów, Kobylany, Jagnin, Tudorowiec A i B, Strzyżowice, Wymysłów i Romanów z gminy Iwaniska, a także wieś Bratków z gminy Opatów.
W okresie międzywojennym gmina Modliborzyce należała do powiatu opatowskiego w woj. kieleckim. Po wojnie gmina zachowała przynależność administracyjną. 1 lipca 1952 roku gmina składała się z 18 gromad: Biskupice, Bukowiany, Gołoszyce, Jagnin, Kobylanki, Kobylany, Kochów, Łężyce, Michałów, Modliborzyce, Oziębłów, Piskrzyn, Rudniki, Strzyżowice, Truskolasy, Wojnowice, Worowice i Żerniki.
Jednostka została zniesiona 29 września 1954 roku wraz z reformą wprowadzającą gromady w miejsce gmin. Po reaktywowaniu gmin 1 stycznia 1973 roku gminy Modliborzyce nie przywrócono, a jej dawny obszar wszedł głównie w skład gmin Baćkowice i Sadowie w tymże powiecie i województwie.